# Bruno Karl Meyer

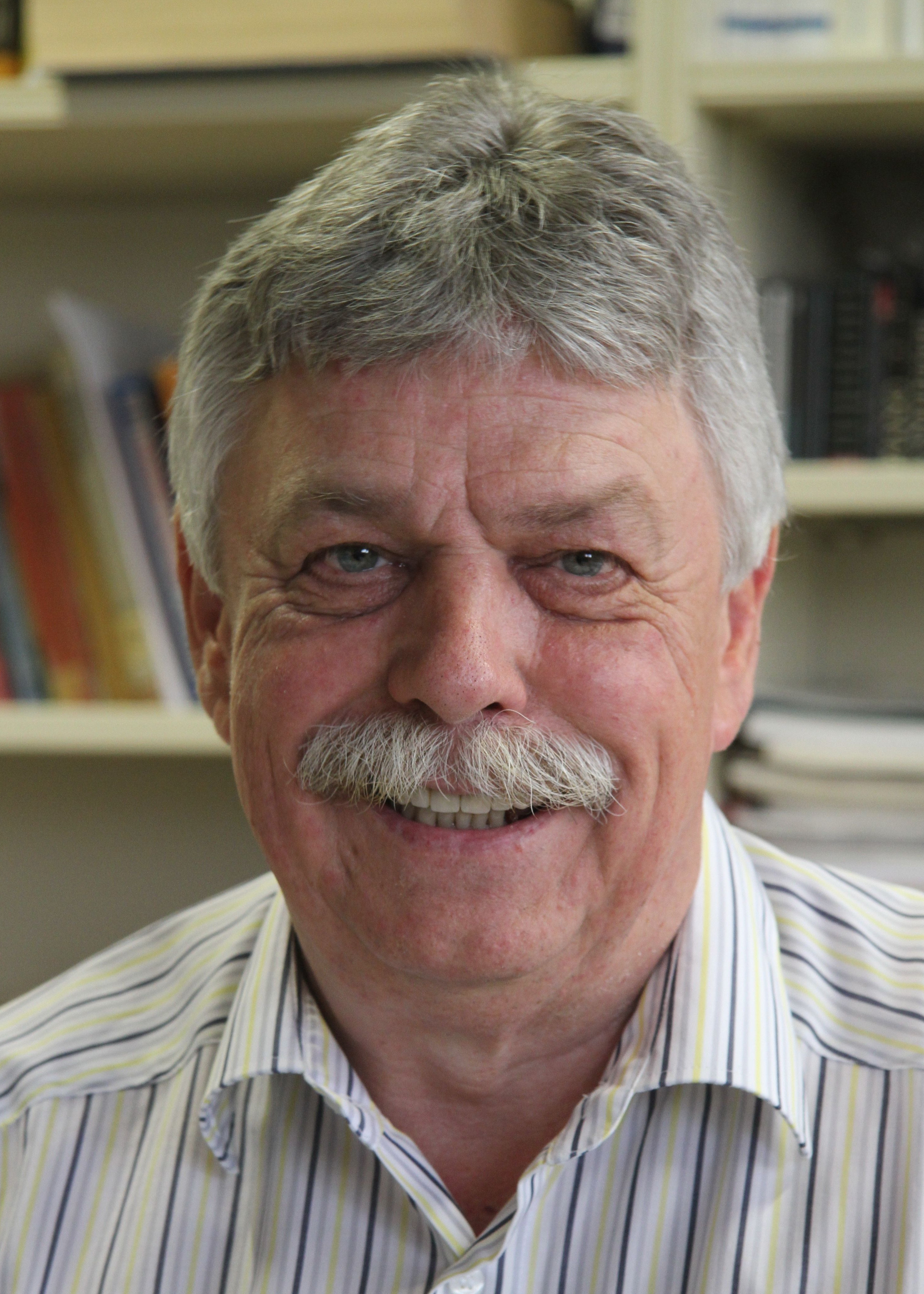
Bruno Karl Meyer (2014)

Bruno Karl Meyer (* 5. Juli 1949 in Haibach; † 2. Dezember 2014 in Gießen) war ein deutscher Physiker, der als Hochschullehrer und Institutsdirektor vor allem auf den Gebieten der Festkörperphysik und der elektrischen Raumfahrtantriebe tätig war.

## Karriere
Meyer studierte Physik an der Johann Wolfgang Goethe-Universität Frankfurt am Main und promovierte in der Strahlenbiophysik bei Wolfgang Pohlit. Im Anschluss wechselte er an die Universität Paderborn, wo er auf dem Gebiet der Wasserstoffzentren in Alkalihalogeniden in der Arbeitsgruppe von Johann-Martin Spaeth promovierte. Seine Habilitationsschrift fertigte er auf dem Gebiet intrinsischer Defekte in II-VI-Halbleitern an. Diese Forschungsrichtung behielt er während seiner Zeit als C3-Professor an der Technischen Universität München bei, wobei sich sein Forschungsinteresse verstärkt von der Defektphysik auf die Eigenschaften des elektronischen Transports erweiterte. Im Rahmen des DFG-Schwerpunktprogramms "II-VI-Halbleiter" veröffentlichte er grundlegende Arbeiten zum Stickstoffzentrum in Zinkselenid und zu dessen p-Leitfähigkeit. Als einer der ersten in Deutschland erkannte er die Bedeutung der Gruppe-III-Nitride für die Optoelektronik. In der Folge war er Mitinitiator des DFG-Schwerpunktprogramms "Gruppe-III-Nitride und ihre Heterostrukturen".
Im Jahre 1996 erhielt Meyer einen Ruf auf den "Röntgen-Lehrstuhl" am I. Physikalischen Institut der Justus-Liebig-Universität Gießen, dem er bis zu seinem Tod als Direktor vorstand. Ein Schwerpunkt seiner Forschungstätigkeiten hier waren Dünnschichtverfahren zur Herstellung oxidischer Materialien für photovoltaische und thermochrome Anwendungen. Sein wissenschaftliches Wirken war geprägt durch die Suche nach anwendungsrelevanten Materialien. Er wurde in den 1990er Jahren zu einem Vorreiter beim Galliumnitrid, nach der Jahrtausendwende beim Zinkoxid und in den letzten Jahren bei der Suche nach "grünen" Oxiden wie den Kupferoxiden oder Zinnoxiden.
Darüber hinaus widmete sich Meyer der Entwicklung von Ionenstrahltriebwerken für die Raumfahrt und führte so eine von Horst Löb in den 1960er Jahren begründete Forschungsrichtung fort. Mit der Einwerbung eines LOEWE-Schwerpunkts wurde unter Meyers Leitung die Grundlage unter anderem für die intensive Kooperation mit dem DLR und die Einführung eines Schwerpunkts "Atom-, Plasma- und Raumfahrtphysik" im Masterstudiengang Physik gelegt.
| Personendaten    | Personendaten      |
| ---------------- | ------------------ |
| NAME             | Meyer, Bruno Karl  |
| KURZBESCHREIBUNG | deutscher Physiker |
| GEBURTSDATUM     | 5. Juli 1949       |
| GEBURTSORT       | Haibach            |
| STERBEDATUM      | 2. Dezember 2014   |
| STERBEORT        | Gießen             |